# Kubai trogon
A kubai trogon vagy csipkésfarkú trogon (Priotelus temnurus) a madarak osztályába a trogonalakúak (Trogoniformes) rendjébe és a trogonfélék (Trogonidae) családjába  tartozó faj.

## Előfordulása
Kuba szigetén honos. A szigetország nemzeti madara.

## Alfajai
- Priotelus temnurus temnurus (Temminck, 1825)
- Priotelus temnurus vescus (Bangs & Zappey, 1905)

## Megjelenése
|  |

## Életmódja
Virágokat, gyümölcsöket és rovarokat fogyaszt.